# Rafael Tombini
Rafael Tombini (Rio Grande do Sul, 8 de Julho de 1972) é um ator brasileiro. É a voz brasileira do Nathan Drake na franquia de jogos Uncharted.

## Carreira
TV
- 2014 - Em Família (Rede Globo) - Leandro [1][2]
- 2011 - Contos Gauchescos (RBS TV | TV Brasil | TV UFG) - participação [3][4]
- 2010 - Silêncio (RBS TV) - participação [5]
- 2008 - 4 Destinos (RBS TV) - participação [6]
- 2005 - Café da tarde (RBS TV) - Burglar [7]

Cinema
- 2012 - O Tempo e o Vento - Pedro Terra (jovem) [8][9]
- 2012 - Nove e Meia [10]
- 2012 - Amores Passageiros - Policial [11]
- 2012 - O Beijo Perfeito [12]
- 2011 - O Guri - Romualdo [13]
- 2010 - Porto dos Mortos - Policial [14][15]
- 2007 - 3 Efes - Marco Aurélio [16]
- 2006 - Coisas de casais - Aniversário de casamento
- 2005 - Sal de Prata - Afonso [17]
- 2004 - Cinco Naipes - Rodrigo [18]